# Disonancia ludonarrativa
La disonancia ludonarrativa es el conflicto entre la narrativa de un videojuego a través de la historia y la narrativa contada a través de las mecánicas del juego. En videojuegos, la palabra "ludonarrativa", una palabra compuesta de ludología y narrativa, se refiere a la intersección de elementos lúdicos (jugabilidad) y elementos narrativos.

## Historia
El término fue acuñado por Clint Hocking, exdirector creativo de LucasArts (entonces en Ubisoft), en su blog en octubre de 2007. Hocking acuñó el término en respuesta al juego BioShock, que según él promueve el tema del interés propio a través de su juego, al tiempo que promueve el tema opuesto de la abnegación a través de su narrativa, creando una violación de la distancia estética que a menudo saca al jugador del juego. El teórico de videojuegos Tom Bissell, en su libro Extra Lives: Why Video Games Matter (2010), señala el ejemplo de Call of Duty 4: Modern Warfare, donde un jugador puede matar a su compañero digital durante el juego sin molestar a los integrantes.
En 2016, Frederic Seraphine, semiólogo e investigador especializado en diseño de juegos en la Universidad de Tokio, escribió una revisión de la literatura sobre la noción de disonancia ludonarrativa. En este artículo, desarrollando los numerosos debates provocados por la publicación del blog de Hocking, Seraphine identifica la razón de la disonancia ludonarrativa como una oposición entre "incentivos" y "directivas" dentro de la "estructura lúdica [el juego]" y la "estructura narrativa [la historia] ".
Jeffrey Matulef, de Eurogamer, declaró que "Uncharted a menudo se ha burlado por tratarse de un pícaro supuestamente simpático que por casualidad asesina a cientos de personas de manera imprudente", y elogió al desarrollador Naughty Dog por su autoconciencia con el trofeo de Uncharted 4: A Thief's End llamado "Ludonarrative Dissonance", que se otorga al jugador por matar a 1,000 enemigos. En una entrevista con el director creativo de Naughty Dog, Neil Druckmann (quien dirigió el juego junto a Bruce Straley), Chris Suellentrop de Glixel señaló que el trofeo era "una referencia a la crítica de que Nathan Drake no responde emocionalmente a todos los asesinatos que hace"; Druckmann respondió: "Les dije a todas las personas del equipo: Este es mi momento más orgulloso, el hecho de que se me ocurrió este trofeo en este proyecto. Estábamos conscientes de tener menos peleas, pero se debió más a un deseo que tiene un tipo de ritmo diferente al de responder al argumento de 'disonancia ludonarrativa'. Porque no lo aceptamos ".

### Debates sobre el posible uso positivo de la noción
Sin embargo, algunos estudiosos y escritores de juegos están desafiando la naturaleza supuestamente negativa de la disonancia ludonarrativa. Nick Ballantyne, editor gerente de GameCloud Australia, en un artículo de 2015 hace la siguiente afirmación sobre la disonancia ludonarrativa: "¿Qué pasaría si se pudiera utilizar en beneficio de un desarrollador? Incomodidad. Las fallas falsas se han utilizado como herramientas ludonarrativas antes [en juegos como Eternal Darkness: Sanity's Requiem y Metal Gear Solid 2: Sons of Liberty], entonces, ¿por qué se evita tanto la disonancia ludonarrativa? Confunde a un jugador, entonces la disonancia ludonarrativa parece perfecta, pero esto depende en gran medida del jugador". Si bien reconoce el potencial de la disonancia ludonarrativa para crear lo que él llama "emersión", definida como opuesta a la "inmersión", la "sensación de ser sacado de la experiencia de juego", Seraphine está de acuerdo con Ballantyne en la posibilidad de usar a propósito la disonancia ludonarrativa como dispositivo narrador. Concluye el artículo con la siguiente frase: "Parece que más juegos en el futuro cercano podrían usar la disonancia ludonarrativa como una forma de contar historias más convincentes. En esencia, las historias son sobre personajes y las historias más interesantes a menudo se cuentan con caracteres disonantes, como son la sorpresa, la perturbación, el accidente, el elemento perturbador sacrosanto, que justifica el acto de contar una historia".

## Consistencia ludonarrativa
La serie Dead Space se caracteriza por tener una ludonarrativa consistente. Brett Makedonski, de Destructoid, declara sobre la serie: "El modo de juego transmite adecuadamente la sensación de puro terror y soledad que la narrativa se esfuerza por establecer de manera experta".